# Flisby
Flisby je kraj, ki se nahaja v občini Nässjö v pokrajini oziroma regiji Jönköping na Švedskem, po popisu iz 2010. leta šteje 201. prebivalcev.